# Хлебники (Глазковское сельское поселение)
Хлебники — деревня в Оленинском муниципальном округе Тверской области.

## География
Находится в юго-западной части Тверской области на расстоянии приблизительно 8 км на северо-восток по прямой от административного центра округа поселка Оленино.

## История
Показана еще на карте Менде (состояние местности на 1848 год). В 1859 году здесь (тогда деревня Ржевского уезда Тверской губернии) было учтено 2 двора, в 1939 — 17. До 2019 года входила в состав ныне упразднённого Глазковского сельского поселения.

## Население
Численность населения: 5 человек (1859 год), 15 (русские 87 %) в 2002 году, 5 в 2010.